# Deutsche Turnmeisterschaften 2017

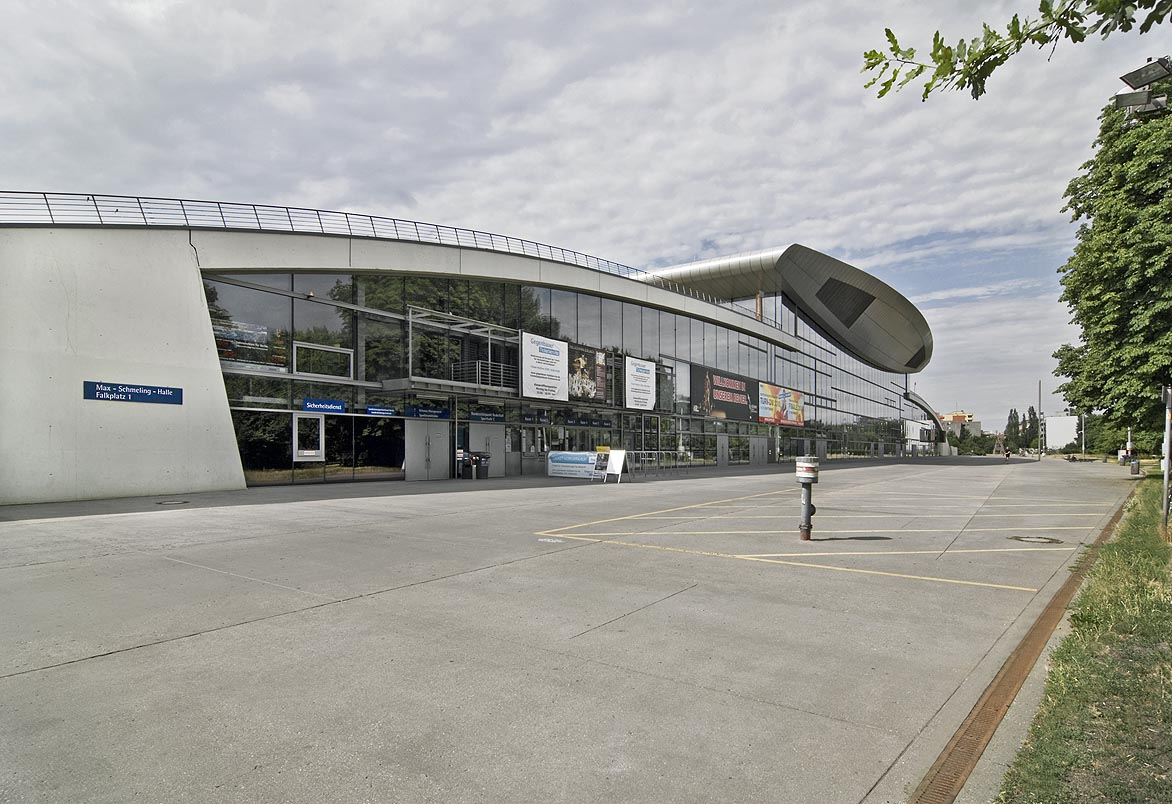
Außenansicht der Max-Schmeling-Halle

Die Deutschen Turnmeisterschaften 2017 wurden vom 3. Juni bis zum 10. Juni 2017, im Rahmen des Deutschen Turnfestes, in der Max-Schmeling-Halle Berlin durchgeführt.
Deutscher Mehrkampfmeister der 84. Deutschen Meisterschaften wurde der für den TSV Unterhaching turnende Lukas Dauser. Mit 0,05 Punkten Vorsprung verwies er Philipp Herder (SC Berlin) auf den zweiten Platz. Bei den 77. Deutschen Meisterschaften der Damen gewann Elisabeth Seitz vom MTV 1843 Stuttgart e.V. mit dem knappen Punktevorsprung von 0,1 Punkten vor Pauline Schäfer vom TUS Chemnitz-Altendorf.

## Wettbewerbe der Herren

### Mehrkampf
| Platz | Name                | Verein                      | LTV | Boden (SG)   | Pauschenpferd (SG) | Ringe (SG)   | Sprung (SG)  | Barren (SG)  | Reck (SG)    | Punkte |
| ----- | ------------------- | --------------------------- | --- | ------------ | ------------------ | ------------ | ------------ | ------------ | ------------ | ------ |
| 1     | Lukas Dauser        | TSV Unterhaching 1910       | BY  | 14,150 (5,6) | 12,250 (4,7)       | 13,600 (5,4) | 13,800 (4,8) | 14,950 (6,3) | 13,000 (5,1) | 81,750 |
| 2     | Philipp Herder      | Sportclub Berlin            | BE  | 14,050 (5,8) | 13,400 (5,3)       | 13,650 (5,4) | 12,950 (5,2) | 14,600 (6,0) | 13,050 (4,8) | 81,700 |
| 3     | Ivan Rittschik      | KTV Chemnitz                | SC  | 13,450 (5,1) | 14,200 (6,0)       | 13,100 (5,2) | 12,550 (4,0) | 13,550 (5,5) | 12,850 (5,8) | 79,700 |
| 4     | Nick Klessing       | SV Halle                    | SA  | 13,550 (5,5) | 11,400 (4,2)       | 14,350 (5,7) | 14,100 (5,2) | 12,850 (4,8) | 12,950 (4,7) | 79,200 |
| 5     | Felix Pohl          | VfL Kirchheim unter Teck    | SW  | 13,400 (5,4) | 12,500 (4,5)       | 12,100 (4,3) | 13,900 (4,8) | 13,100 (4,8) | 13,750 (5,5) | 78,750 |
| 6     | Nils Dunkel         | MTV 1860 Erfurt             | TH  | 12,500 (5,0) | 13,350 (5,7)       | 13,850 (5,5) | 13,300 (4,8) | 12,350 (5,3) | 12,900 (4,9) | 78,250 |
| 7     | Philip Sorrer       | Sportclub Berlin            | BE  | 12,500 (4,9) | 13,150 (5,0)       | 12,700 (4,2) | 12,950 (4,0) | 13,400 (5,1) | 12,850 (5,2) | 77,550 |
| 8     | Helge Liebrich      | TV Wetzgau                  | SW  | 12,600 (4,9) | 13,100 (4,9)       | 11,850 (4,5) | 13,700 (4,8) | 12,750 (4,5) | 13,550 (5,2) | 77,550 |
| 9     | Florian Lindner     | KTV Chemnitz                | SC  | 11,500 (5,0) | 11,750 (5,1)       | 14,400 (6,0) | 13,200 (4,8) | 12,500 (4,9) | 13,450 (4,9) | 76,800 |
| 10    | Matthias Fahrig     | SV Halle                    | SA  | 14,350 (6,0) | 11,300 (4,6)       | 11,250 (3,8) | 14,000 (5,2) | 12,200 (4,3) | 12,650 (4,5) | 75,750 |
| 11    | Waldemar Eichorn    | TV 1883 Bous                | SL  | 13,350 (4,9) | 13,850 (5,5)       | 12,950 (4,6) | 12,800 (4,0) | 11,200 (5,1) | 11,300 (3,4) | 75,450 |
| 12    | Alexander Maier     | MTV 1843 Stuttgart          | SW  | 11,500 (4,9) | 12,700 (4,5)       | 13,000 (5,0) | 13,900 (4,8) | 11,550 (5,3) | 12,700 (4,7) | 75,350 |
| 13    | Carlo Hörr          | TSV Schmiden 1902           | SW  | 13,150 (4,8) | 12,350 (4,8)       | 10,950 (4,8) | 13,300 (4,8) | 11,950 (5,0) | 13,350 (5,0) | 75,050 |
| 14    | Felix Remuta        | TSV Unterhaching 1910       | BY  | 13,200 (5,6) | 11,350 (4,1)       | 12,050 (4,8) | 14,450 (5,2) | 11,000 (4,7) | 12,700 (4,7) | 74,750 |
| 15    | Sebastian Bock      | Siegerländer KTV            | WE  | 11,400 (4,2) | 12,450 (4,2)       | 13,000 (4,6) | 12,800 (4,0) | 11,950 (4,3) | 12,850 (4,9) | 74,450 |
| 16    | Leonard Prügel      | SC Cottbus Turnen           | BB  | 13,450 (5,4) | 12,300 (4,4)       | 11,650 (4,4) | 13,050 (5,2) | 11,100 (4,5) | 12,650 (4,4) | 74,200 |
| 17    | Falk Daniel Uhlig   | TG Friesen Klafeld          | WE  | 13,600 (5,2) | 12,500 (4,3)       | 12,300 (4,4) | 12,950 (4,0) | 11,600 (4,1) | 11,150 (4,2) | 74,100 |
| 18    | Fabian Lotz         | TSG Niedergirmes 1903       | HE  | 12,550 (4,4) | 12,850 (4,9)       | 11,300 (3,9) | 12,300 (4,0) | 13,300 (4,9) | 10,650 (4,8) | 72,950 |
| 19    | Lasse Gauch         | TSV Kronshagen 1924         | SH  | 13,600 (4,9) | 12,450 (4,3)       | 10,700 (3,6) | 12,500 (4,0) | 11,650 (4,0) | 11,800 (3,8) | 72,700 |
| 20    | Jakob Paulicks      | TSV Unterhaching 1910       | BY  | 10,050 (4,1) | 11,250 (3,8)       | 11,500 (3,5) | 13,050 (4,4) | 13,400 (4,7) | 13,400 (5,2) | 72,650 |
| 21    | Luca Ehrmantraut    | TV 1906 Limbach e.V.        | SL  | 13,700 (5,4) | 11,250 (4,5)       | 10,300 (4,1) | 12,800 (5,2) | 11,550 (4,2) | 12,600 (4,6) | 72,200 |
| 22    | Peter Seufert       | Eintracht Frankfurt         | HE  | 12,100 (3,5) | 12,300 (3,9)       | 11,100 (3,6) | 11,850 (3,2) | 11,850 (3,6) | 12,750 (3,8) | 71,950 |
| 23    | Erik Mihan          | SC Cottbus Turnen           | BB  | 11,950 (4,0) | 10,900 (4,3)       | 12,450 (4,3) | 13,300 (4,4) | 11,300 (4,5) | 11,950 (3,5) | 71,850 |
| 24    | Daniel Morres       | KTG Heidelberg              | BA  | 12,100 (4,0) | 11,450 (3,6)       | 9,650 (3,4)  | 12,000 (3,2) | 12,500 (4,2) | 12,600 (4,4) | 70,300 |
| 25    | Dschamal Mergen     | TV St. Ingbert              | SL  | 12,400 (4,8) | 12,350 (4,0)       | 11,300 (4,0) | 12,900 (4,0) | 11,750 (4,7) | 9,000 (4,2)  | 69,700 |
| 26    | Julius Rabenstein   | TSV Monheim                 | BY  | 12,450 (4,3) | 11,950 (4,1)       | 9,900 (3,9)  | 12,800 (5,2) | 10,000 (3,9) | 12,450 (4,4) | 69,550 |
| 27    | Eric Lloyd Hinrichs | Turnzentrum Bochum-Witten   | WE  | 9,300 (4,1)  | 10,200 (2,7)       | 12,050 (4,3) | 12,350 (4,0) | 11,450 (4,9) | 13,250 (4,6) | 69,600 |
| 28    | Dario Sissakis      | Sportclub Berlin            | BE  | 12,250 (4,7) | 7,400 (3,4)        | 11,800 (3,9) | 12,900 (4,8) | 12,050 (4,6) | 12,000 (4,1) | 68,400 |
| 29    | Markus Müller       | TSV 1860 Mühldorf           | BY  | 12,200 (3,8) | 12,350 (4,9)       | 10,350 (3,9) | 11,700 (3,2) | 10,850 (3,7) | 10,300 (4,3) | 67,750 |
| 30    | Lion Sundermann     | Turn-Klubb zu Hannover 1858 | NI  | 12,200 (3,9) | 7,350 (2,6)        | 11,500 (3,8) | 11,150 (2,8) | 12,300 (4,1) | 12,950 (4,6) | 67,450 |
| 31    | Nico Ermert         | TV Freudenberg 1894         | WE  | 12,700 (4,7) | 10,800 (3,9)       | 10,400 (3,4) | 11,150 (4,0) | 9,900 (3,4)  | 12,300 (4,3) | 67,250 |
| 32    | Angelo Schall       | TuS Koblenz-Horchheim       | MR  | 11,500 (4,0) | 11,750 (3,5)       | 10,200 (3,6) | 9,400 (2,2)  | 10,800 (3,0) | 9,450 (3,0)  | 63,100 |
| 33    | Marvin Lauer        | Eintracht Frankfurt         | HE  | 12,450 (4,2) | 4,200 (2,3)        | 8,050 (3,2)  | 11,400 (2,4) | 12,250 (3,7) | 11,800 (3,4) | 60,150 |
| 34    | Marcel Nguyen       | TSV Unterhaching 1910       | BY  | 0,000 (0,0)  | 0,000 (0,0)        | 14,550 (5,8) | 0,000 (0,0)  | 14,100 (5,8) | 0,000 (0,0)  | 28,650 |
| 35    | Sebastian Krimmer   | MTV 1843 Stuttgart          | SW  | 0,000 (0,0)  | 0,000 (0,0)        | 0,000 (0,0)  | 0,000 (0,0)  | 0,000 (0,0)  | 13,400 (5,3) | 13,400 |
| 36    | Ivan Bykov          | TV 1883 Bous                | SL  | 0,000 (0,0)  | 12,350 (4,7)       | 0,000 (0,0)  | 0,000 (0,0)  | 0,000 (0,0)  | 0,000 (0,0)  | 12,350 |

### Boden
| Platz | Name              | Verein                | LTV | Wertung (SG) | Punktkorrektur | Punkte |
| ----- | ----------------- | --------------------- | --- | ------------ | -------------- | ------ |
| 1     | Philipp Herder    | Sportclub Berlin      | BE  | 8,625 (5,8)  | 0,0            | 14,425 |
| 2     | Lukas Dauser      | TSV Unterhaching 1910 | BY  | 8,725 (5,5)  | 0,0            | 14,225 |
| 3     | Luca Ehrmantraut  | TV 1906 Limbach       | SL  | 7,875 (5,6)  | 0,0            | 13,475 |
| 4     | Nick Klessing     | SV Halle              | SA  | 8,200 (5,5)  | −0,3           | 13,400 |
| 5     | Lasse Gauch       | TSV Kronshagen 1924   | SH  | 8,250 (4,9)  | −0,1           | 13,050 |
| 6     | Falk Daniel Uhlig | TG Friesen Klafeld    | WE  | 6,675 (5,2)  | −0,3           | 11,575 |

### Pauschenpferd
| Platz | Name             | Verein           | LTV | Wertung (SG) | Punktkorrektur | Punkte |
| ----- | ---------------- | ---------------- | --- | ------------ | -------------- | ------ |
| 1     | Ivan Rittschik   | KTV Chemnitz     | SC  | 8,475 (6,0)  | 0,0            | 14,475 |
| 2     | Waldemar Eichorn | TV 1883 Bous     | SL  | 8,500 (5,5)  | 0,0            | 14,000 |
| 3     | Nils Dunkel      | MTV 1860 Erfurt  | TH  | 8,300 (5,6)  | 0,0            | 13,900 |
| 4     | Philip Sorrer    | Sportclub Berlin | BE  | 8,625 (5,0)  | 0,0            | 13,625 |
| 5     | Philipp Herder   | Sportclub Berlin | BE  | 8,000 (5,6)  | 0,0            | 13,600 |
| 6     | Helge Liebrich   | TV Wetzgau       | SW  | 7,025 (5,0)  | 0,0            | 12,025 |

### Ringe
| Platz | Name            | Verein                | LTV | Wertung (SG) | Punktkorrektur | Punkte |
| ----- | --------------- | --------------------- | --- | ------------ | -------------- | ------ |
| 1     | Marcel Nguyen   | TSV Unterhaching      | BY  | 8,825 (5,8)  | 0,0            | 14,625 |
| 2     | Florian Lindner | KTV Chemnitz          | SC  | 8,600 (6,0)  | 0,0            | 14,600 |
| 3     | Nick Klessing   | SV Halle              | SA  | 8,275 (5,7)  | 0,0            | 13,975 |
| 4     | Philipp Herder  | Sportclub Berlin      | BE  | 8,000 (5,5)  | 0,0            | 13,500 |
| 5     | Nils Dunkel     | MTV 1860 Erfurt       | TH  | 7,175 (5,9)  | 0,0            | 13,075 |
| 6     | Lukas Dauser    | TSV Unterhaching 1910 | BY  | 7,200 (5,8)  | 0,0            | 13,000 |

### Sprung
| Platz | Name              | Verein                | LTV | 1. Sprung (SG) | 2. Sprung (SG) | Wertung | Punktkorrektur | Punkte |
| ----- | ----------------- | --------------------- | --- | -------------- | -------------- | ------- | -------------- | ------ |
| 1     | Nick Klessing     | SV Halle              | SA  | 8,850 (5,2)    |                | 14,050  | 0,0            | 13,975 |
| 1     | Nick Klessing     | SV Halle              | SA  |                | 9,100 (4,8)    | 13,900  | 0,0            | 13,975 |
| 2     | Luca Ehrmantraut  | TV 1906 Limbach       | SL  | 8,600 (5,2)    |                | 13,800  | 0,0            | 13,637 |
| 2     | Luca Ehrmantraut  | TV 1906 Limbach       | SL  |                | 8,675 (4,8)    | 13,475  | 0,0            | 13,637 |
| 3     | Helge Liebrich    | TV Wetzgau            | SW  | 9,150 (4,8)    |                | 13,950  | 0,0            | 13,525 |
| 3     | Helge Liebrich    | TV Wetzgau            | SW  |                | 9,100 (4,0)    | 13,100  | 0,0            | 13,525 |
| 4     | Felix Remuta      | TSV Unterhaching 1910 | BY  | 8,775 (5,2)    |                | 13,875  | −0,1           | 13,387 |
| 4     | Felix Remuta      | TSV Unterhaching 1910 | BY  |                | 7,700 (5,2)    | 12,900  | 0,0            | 13,387 |
| 5     | Julius Rabenstein | TSV Monheim           | BY  | 7,700 (5,2)    |                | 12,800  | −0,1           | 12,825 |
| 5     | Julius Rabenstein | TSV Monheim           | BY  |                | 8,850 (4,0)    | 12,850  | 0,0            | 12,825 |
| 6     | Leonard Prügel    | SC Cottbus Turnen     | BB  | 7,800 (5,2)    |                | 12,700  | −0,3           | 12,787 |
| 6     | Leonard Prügel    | SC Cottbus Turnen     | BB  |                | 8,875 (4,0)    | 12,875  | 0,0            | 12,787 |

### Barren
| Platz | Name           | Verein                | LTV | Wertung (SG) | Punktkorrektur | Punkte |
| ----- | -------------- | --------------------- | --- | ------------ | -------------- | ------ |
| 1     | Marcel Nguyen  | TSV Unterhaching 1910 | BY  | 8,650 (5,8)  | 0,0            | 14,450 |
| 2     | Ivan Rittschik | KTV Chemnitz          | SC  | 8,475 (5,9)  | 0,0            | 14,375 |
| 3     | Philipp Herder | Sportclub Berlin      | BE  | 8,350 (6,0)  | 0,0            | 14,350 |
| 4     | Fabian Lotz    | TSG Niedergirmes 1903 | HE  | 8,175 (4,9)  | 0,0            | 13,075 |
| 5     | Jakob Paulicks | TSV Unterhaching 1910 | BY  | 8,025 (4,7)  | 0,0            | 12,725 |
| 6     | Philip Sorrer  | Sportclub Berlin      | BE  | 7,175 (5,1)  | 0,0            | 12,275 |

### Reck
| Platz | Name                | Verein                    | LTV | Wertung (SG) | Punktkorrektur | Punkte |
| ----- | ------------------- | ------------------------- | --- | ------------ | -------------- | ------ |
| 1     | Felix Pohl          | VfL Kirchheim unter Teck  | SW  | 8,325 (5,5)  | 0,0            | 13,825 |
| 2     | Jakob Paulicks      | TSV Unterhaching 1910     | BY  | 8,100 (5,2)  | 0,0            | 13,300 |
| 3     | Helge Liebrich      | TV Wetzgau e.V.           | SW  | 8,075 (5,2)  | 0,0            | 13,275 |
| 4     | Eric Lloyd Hinrichs | Turnzentrum Bochum-Witten | WE  | 8,275 (4,6)  | 0,0            | 12,875 |
| 5     | Carlo Hörr          | TSV Schmiden 1902         | SW  | 7,700 (4,8)  | 0,0            | 12,500 |
| 6     | Florian Lindner     | KTV Chemnitz              | SC  | 5,925 (4,9)  | 0,0            | 10,825 |

## Wettbewerbe der Damen

### Mehrkampf
| Platz | Name               | Verein                  | LTV | Sprung (SG)  | Stufenbarren (SG) | Schwebebalken (SG) | Boden (SG)   | Punkte |
| ----- | ------------------ | ----------------------- | --- | ------------ | ----------------- | ------------------ | ------------ | ------ |
| 1     | Elisabeth Seitz    | MTV 1843 Stuttgart      | SW  | 13,400 (4,6) | 14,500 (6,1)      | 13,400 (4,9)       | 12,700 (4,3) | 54,000 |
| 2     | Pauline Schäfer    | TUS Chemnitz-Altendorf  | SC  | 13,550 (4,6) | 13,050 (4,8)      | 14,150 (5,2)       | 13,150 (4,7) | 53,900 |
| 3     | Kim Bui            | MTV 1843 Stuttgart      | SW  | 13,600 (4,6) | 14,200 (6,0)      | 12,600 (4,8)       | 13,050 (4,7) | 53,450 |
| 4     | Amélie Föllinger   | TSG Haßloch             | PF  | 13,500 (4,6) | 12,050 (4,8)      | 13,100 (5,2)       | 12,600 (5,1) | 51,250 |
| 5     | Sarah Voss         | TZ DSHS Köln            | RL  | 13,750 (4,6) | 11,750 (4,8)      | 13,350 (5,5)       | 12,250 (4,6) | 51,100 |
| 6     | Leah Grießer       | TG Neureut              | BA  | 13,150 (4,2) | 12,600 (5,4)      | 13,250 (5,2)       | 11,950 (4,6) | 50,950 |
| 7     | Michelle Timm      | Sportclub Berlin        | BE  | 13,500 (4,6) | 12,700 (4,8)      | 12,750 (5,2)       | 11,950 (4,6) | 50,900 |
| 8     | Nadja Schulze      | SV Halle                | SA  | 12,600 (4,0) | 12,850 (4,8)      | 12,650 (5,4)       | 11,900 (4,2) | 50,000 |
| 9     | Emma Höfele        | TG Neureut              | BA  | 13,600 (4,6) | 12,100 (5,0)      | 11,050 (4,8)       | 12,450 (4,5) | 49,200 |
| 10    | Helene Schäfer     | TV Pflugscheid-Hixberg  | SL  | 13,350 (4,6) | 12,550 (4,7)      | 11,950 (5,4)       | 11,100 (4,2) | 48,950 |
| 11    | Carina Kröll       | TSV Berkheim            | SW  | 13,150 (4,4) | 11,650 (4,9)      | 12,300 (4,8)       | 11,650 (4,9) | 48,750 |
| 12    | Florine Harder     | DJK Hockenheim          | BA  | 13,700 (4,6) | 12,150 (4,2)      | 11,100 (4,1)       | 11,750 (3,9) | 48,700 |
| 13    | Sarah Sonnenschein | TZ DSHS Köln            | RL  | 12,700 (4,0) | 12,100 (4,6)      | 12,150 (4,7)       | 11,650 (4,4) | 48,600 |
| 14    | Rebecca Matzin     | TV Bodenheim            | RH  | 12,100 (3,9) | 11,100 (3,9)      | 12,250 (4,6)       | 11,450 (4,3) | 46,900 |
| 15    | Isabelle Stingl    | TSV Rintheim            | BA  | 12,600 (4,1) | 11,400 (4,4)      | 10,400 (4,8)       | 12,200 (4,8) | 46,600 |
| 16    | Sonja Fischer      | TuS Traunreut           | BY  | 13,250 (4,6) | 10,450 (2,7)      | 10,800 (4,6)       | 11,750 (4,5) | 46,250 |
| 17    | Jenna Büttner      | TZ DSHS Köln            | RL  | 12,800 (4,0) | 11,400 (4,4)      | 10,900 (4,8)       | 11,100 (4,4) | 46,200 |
| 18    | Marlene Bindig     | Dresdner SC 1898        | SC  | 12,800 (4,0) | 8,550 (4,8)       | 11,700 (4,1)       | 12,650 (4,6) | 45,700 |
| 19    | Line Deiß          | Hanseturnverein Rostock | MV  | 12,650 (4,0) | 11,600 (4,1)      | 11,100 (4,8)       | 10,350 (4,1) | 45,600 |
| 20    | Lea Wolff          | Sportclub Berlin        | BE  | 13,250 (4,6) | 9,100 (2,8)       | 9,800 (4,3)        | 11,450 (4,5) | 43,600 |
| 21    | Rebecca Koschny    | Sportclub Berlin        | BE  | 12,200 (3,7) | 10,100 (4,6)      | 9,600 (4,3)        | 11,350 (4,1) | 43,250 |
| 22    | Lynn Schwäke       | TSV Kronshagen 1924     | SH  | 12,500 (4,0) | 9,600 (2,3)       | 8,900 (3,5)        | 11,050 (4,1) | 42,050 |
| 23    | Celina Schwarz     | TV 1883 Bous            | SL  | 11,950 (3,5) | 9,650 (2,1)       | 9,250 (4,2)        | 10,950 (4,3) | 41,800 |
| 24    | Sina Klein         | TV Braubach 1861        | MR  | 11,450 (4,0) | 9,600 (2,3)       | 8,100 (4,0)        | 10,400 (3,6) | 39,550 |
| 25    | Pauline Tratz      | TSV Rintheim            | BA  | 13,500 (4,6) | 0,000 (0,0)       | 0,000 (0,0)        | 12,350 (5,0) | 25,850 |

### Sprung
| Platz | Name             | Verein           | LTV | 1. Sprung (SG) | 2. Sprung (SG) | Wertung | Punktkorrektur | Punkte |
| ----- | ---------------- | ---------------- | --- | -------------- | -------------- | ------- | -------------- | ------ |
| 1     | Pauline Tratz    | TSV Rintheim     | BA  | 9,200 (4,6)    |                | 13,800  | 0,0            | 13,866 |
| 1     | Pauline Tratz    | TSV Rintheim     | BA  |                | 9,333 (4,6)    | 13,933  | 0,0            | 13,866 |
| 2     | Michelle Timm    | Sportclub Berlin | BE  | 9,000 (4,6)    |                | 13,600  | 0,0            | 13,466 |
| 2     | Michelle Timm    | Sportclub Berlin | BE  |                | 8,733 (4,6)    | 13,333  | 0,0            | 13,466 |
| 3     | Amélie Föllinger | TSG Haßloch      | PF  | 8,900 (4,6)    |                | 13,500  | 0,0            | 13,300 |
| 3     | Amélie Föllinger | TSG Haßloch      | PF  |                | 8,900 (4,2)    | 13,100  | 0,0            | 13,300 |
| 4     | Sonja Fischer    | TuS Traunreut    | BY  | 8,666 (4,6)    |                | 13,266  | 0,0            | 13,066 |
| 4     | Sonja Fischer    | TuS Traunreut    | BY  |                | 8,666 (4,2)    | 132,866 | 0,0            | 13,066 |
| 5     | Emma Höfele      | TG Neureut       | BA  | 8,600 (4,6)    |                | 13,100  | −0,1           | 13,033 |
| 5     | Emma Höfele      | TG Neureut       | BA  |                | 8,966 (4,0)    | 12,966  | 0,0            | 13,033 |
| 6     | Lea Wolff        | Sportclub Berlin | BE  | 8,466 (4,6)    |                | 13,066  | 0,0            | 12,649 |
| 6     | Lea Wolff        | Sportclub Berlin | BE  |                | 8,233 (4,0)    | 12,233  | 0,0            | 12,649 |

### Stufenbarren
| Platz | Name            | Verein                 | LTV | Wertung (SG) | Punktkorrektur | Punkte |
| ----- | --------------- | ---------------------- | --- | ------------ | -------------- | ------ |
| 1     | Elisabeth Seitz | MTV Stuttgart          | SW  | 8,566 (5,9)  | 0,0            | 14,466 |
| 2     | Kim Bui         | MTV Stuttgart          | SW  | 8,366 (5,8)  | 0,0            | 14,166 |
| 3     | Leah Grießer    | TG Neureut             | BA  | 8,100 (5,4)  | 0,0            | 13,500 |
| 4     | Pauline Schäfer | TUS Chemnitz-Altendorf | SC  | 8,200 (4,8)  | 0,0            | 13,000 |
| 5     | Michelle Timm   | Sportclub Berlin       | BE  | 7,700 (5,0)  | 0,0            | 12,700 |
| 5     | Nadja Schulze   | SV Halle               | SA  | 7,766 (4,8)  | 0,0            | 12,566 |

### Schwebebalken
| Platz | Name             | Verein                 | LTV | Wertung (SG) | Punktkorrektur | Punkte |
| ----- | ---------------- | ---------------------- | --- | ------------ | -------------- | ------ |
| 1     | Elisabeth Seitz  | MTV 1843 Stuttgart     | SW  | 8,333 (4,9)  | 0,0            | 13,233 |
| 2     | Amélie Föllinger | TSG Haßloch            | PF  | 7,866 (5,3)  | 0,0            | 13,166 |
| 3     | Michelle Timm    | Sportclub Berlin       | BE  | 7,933 (5,1)  | 0,0            | 13,033 |
| 4     | Pauline Schäfer  | TUS Chemnitz-Altendorf | SC  | 7,300 (5,5)  | 0,0            | 12,800 |
| 5     | Sarah Voss       | TZ DSHS Köln           | RL  | 7,500 (5,4)  | −0,1           | 12,800 |
| 6     | Leah Grießer     | TG Neureut             | BA  | 7,000 (5,2)  | 0,0            | 12,200 |

### Boden
| Platz | Name             | Verein                 | LTV | Wertung (SG) | Punktkorrektur | Punkte |
| ----- | ---------------- | ---------------------- | --- | ------------ | -------------- | ------ |
| 1     | Pauline Schäfer  | TUS Chemnitz-Altendorf | SC  | 8,300 (4,9)  | 0,0            | 13,200 |
| 2     | Marlene Bindig   | Dresdner SC            | SC  | 8,266 (4,6)  | 0,0            | 12,866 |
| 3     | Kim Bui          | MTV Stuttgart          | SW  | 7,966 (4,9)  | 0,0            | 12,866 |
| 4     | Amélie Föllinger | TSG Haßloch            | PF  | 7,566 (5,1)  | 0,0            | 12,666 |
| 4     | Emma Höfele      | TG Neureut             | BA  | 8,000 (4,5)  | 0,0            | 12,500 |
| 6     | Elisabeth Seitz  | MTV 1843 Stuttgart     | SW  | 8,166 (4,3)  | 0,0            | 12,466 |